# 후쿠이현 제1구
후쿠이현 제1구(일본어: 福井県第1区)는 일본의 중의원 선거구이다. 1994년 공직선거법이 개정되면서 신설되었다.

## 지역
- 후쿠이시
- 오노시
- 가쓰야마시
- 아와라시
- 사카이시
- 요시다군

2013년에 실시된 선거구 조정에 따라 옛 1구에 속해 있던 구역 외에 옛 3구에 속해 있던 후쿠이 시의 2개 지역, 2구에 속해 있던 구역이 포함되었다. 2013년에 실시된 선거구 조정 이전에는 다음과 같은 구역이었다.
- 후쿠이시 (옛 고시노 촌, 시미즈 정 제외), 요시다군

## 역대 국회의원
- 사사키 류조 (소속 정당: 신진당, 임기: 1996년 ~ 2000년)
- 마쓰미야 이사오 (소속 정당: 자유민주당, 임기: 2000년 ~ 2005년)
- 이나다 도모미 (소속 정당: 자유민주당, 임기: 2005년 ~ 현재)